# فيلق الدنمارك الحر
فيلق الدنمارك الحر (دانماركي: Frikorps Danmark) كان فيلق متطوعين دنماركي أنشأه الحزب النازي الدنماركي (DNSAP) بالتعاون مع ألمانيا النازية، لمحاربة الاتحاد السوفيتي أثناء الحرب العالمية الثانية. في 29 يونيو 1941، أي بعد أيام من الغزو الألماني للاتحاد السوفيتي، أعلنت صحيفة DNSR Fædrelandet عن إنشاء الفيلق. تمت المصادقة عليه بعد ذلك من قبل الحكومة الدنماركية المنتخبة ديمقراطيا والتي سمحت لضباط الجيش الدنماركي بالانضمام إلى الوحدة.  تم حل الفيلق في عام 1943. خلال الحرب، انضم ما يقرب من 6000 الدنماركي إلى الفيلق، بما في ذلك 77 من ضباط الجيش الملكي الدنماركي. 

## التاسيس
وقعت الدنمارك على معاهدة عدم الاعتداء مع ألمانيا النازية في عام 1939. احتجت ألمانيا بهذه المعاهدة في 9 أبريل 1940، عندما أمرت بالاحتلال العسكري للدنمارك تحت ستار حماية الدنماركيين من الغزو البريطاني. في مواجهة القصف الجوي الألماني المحتمل، قبل الملك كريستيان العاشر والحكومة الدنماركية «حماية الرايخ» وسمحت «بالاحتلال السلمي» للبلاد مقابل الاستقلال السياسي الاسمي. بدأ الدنماركيون سياسة تعاون شملت الدعم الدبلوماسي والاقتصادي لألمانيا. تم اعتماد سيسيل فون رينت-فينك، وهو دبلوماسي ألماني، للملك والحكومة الدنماركيين في منصب Reichsbevollmächtigter («المندوبين المفوضين الإمبراطوريين») ووجهت إليه مهمة الإشراف على الحكومة الدنماركية. 
في بداية الغزو الألماني للاتحاد السوفيتي في عام 1941، طلبت ألمانيا من الدنمارك تشكيل فيلق عسكري للقتال مع الألمان ضد السوفييت. في 29 يونيو 1941، أي بعد سبعة أيام من بدء الغزو، أعلنت صحيفة الحزب النازي الدنماركي Fædrelandet ("الوطن الأم") عن إنشاء فيلق الحرية الدنماركي. أبرم وزير الخارجية الدنماركي إريك سكافينيوس اتفاقًا مع Reichsbevollmächtigter على منح ضباط وجنود الجيش الملكي الدنماركي الراغبين في الانضمام إلى هذا الفيلق الإذن والسماح لهم بالاحتفاظ برتبهم. أصدر مجلس الوزراء الدنماركي إعلانًا يفيد بأن "المقدم. كريستيان بيدر كريسينج، قائد فوج المدفعية الخامس، هولبوك، بموافقة الحكومة الملكية الدنماركية تولى القيادة على فيلق الحرية الدنماركي. 
إن دور الحكومة الدنماركية في تشكيل فيلق الحرية الدنماركي اليوم موضع خلاف. تؤكد بعض السلطات أن الفيلق كان فريدًا من بين جحافل المتطوعين الأجانب الذين يقاتلون من أجل هتلر لأنه كان يتحمل العقوبة الرسمية لحكومته المحلية. يرى آخرون أنه في حين أن الحكومة الدنماركية قد أقرت تشكيل فيلق أنها لم تشكل الفيلق بنفسها. 

## القادة
قائمة القادة: 
| No. |                                  | Commander                                                           | Took office      | Left office      | Time in office |
| --- | -------------------------------- | ------------------------------------------------------------------- | ---------------- | ---------------- | -------------- |
| 1   | Christian Peder Kryssing         | SS-Obersturmbannführer Christian Peder Kryssing (1891–1976)         | 19 July 1941     | 23 February 1942 | 219 أيام       |
| -   | كنود بورج مارتينسن               | SS-Hauptsturmführer كنود بورج مارتينسن (1905–1949) Acting           | 23 February 1942 | 27 February 1942 | 4 أيام         |
| 2   | Christian Frederik von Schalburg | SS-Obersturmbannführer Christian Frederik von Schalburg (1905–1942) | 1 March 1942     | 2 June 1942 †    | 93 أيام        |
| -   | كنود بورج مارتينسن               | SS-Sturmbannführer كنود بورج مارتينسن (1905–1949) Acting            | 2 June 1942      | 9 June 1942      | 7 أيام         |
| 3   | Hans-Albert von Lettow-Vorbeck   | SS-Obersturmbannführer Hans-Albert von Lettow-Vorbeck (1901–1942)   | 9 June 1942      | 11 June 1942 †   | 2 أيام         |
| 4   | كنود بورج مارتينسن               | SS-Sturmbannführer كنود بورج مارتينسن (1905–1949)                   | 11 June 1942     | 21 March 1943    | 283 أيام       |
| -   | Poul Neergaard-Jacobsen          | SS-Sturmbannführer Poul Neergaard-Jacobsen (1905–1949) Acting       | 21 March 1943    | 20 May 1943      | 60 أيام        |